# Assemblée nationale (Troisième République)
Pour les autres articles nationaux ou selon les autres juridictions, voir Assemblée nationale.
Pour les articles homonymes, voir Assemblée nationale française (homonymie).
L’Assemblée nationale désigne, sous la Troisième République française, la réunion de la Chambre des députés (chambre basse) et du Sénat (chambre haute) en une seule assemblée. 
Son équivalent dans la Cinquième République est le Congrès du Parlement français.

## Rôle
Sous la Troisième République, l’Assemblée nationale se réunit pour élire le président de la République et voter les révisions constitutionnelles.

## Liste des réunions
Outre les quinze élections présidentielles, l'Assemblée nationale s'est réunie pour adopter trois révisions constitutionnelles :
- loi du 21 juin 1879, portant abrogation de l'article 9 de la loi constitutionnelle du 25 février 1875 ;
- loi du 14 août 1884, portant révision partielle des lois constitutionnelles ;
- loi constitutionnelle du 10 août 1926, complétant la loi constitutionnelle du 25 février 1875.

Enfin, l'Assemblée nationale se réunit à l'opéra de Vichy pour voter des pleins pouvoirs constituants à Philippe Pétain, via la loi constitutionnelle du 10 juillet 1940.